# Pulaeus glebulentus
Pulaeus glebulentus är en spindeldjursart som beskrevs av Den Heyer 1979. Pulaeus glebulentus ingår i släktet Pulaeus och familjen Cunaxidae. Inga underarter finns listade i Catalogue of Life.